# Майвенн
Майвенн Ле Беско, відома як Майвенн (фр. Maïwenn Le Besco, нар. 17 квітня 1976, Ле-Ліла, Франція) — французька акторка, режисерка, сценаристка та продюсерка.

## Біографія
Народилася в акторській сім'ї, її батько — в'єтнамського походження, виріс у Бретані, мати — акторка Катрін Бельходжа з Алжиру. Брат і сестра Ізільд також стали акторами. 
З дитинства грала в театрі (трагедія «Іполіт», постановка Антуана Вітеза в театрі Шайо), знімалась в кіно («Вбивче літо» реж. Жана Бекера, 1983).
З 16 років Ле Беско жила в цивільному шлюбі з Люком Бессоном у США. Народила від нього доньку Шанну. Після розлучення повернулася на батьківщину. З 2002 року одружена з видавцем Жаном Івом Ле Фуром. У 2003 році народила сина Дієго.

## Кар'єра
У США Ле Беско грала епізодичні ролі у фільмах «П'ятий елемент» та «Леон». Повернувшись до Франції, дебютувала як режисерка і продюсерка: «Вибачте мене» (Pardonnez-moi, 2006), який двічі номінувався на премію «Сезар», «Бал акторок» (Le Bal des actrices, 2009). Третя стрічка режисерки, кримінальна драма «Паліція» (Polisse, 2011), стала номінанткою на Золоту пальмову гілку та отримала Приз журі Каннського МКФ, 2011..

## Фільмографія
Акторка
- 1983: Вбивче літо / L'été meurtrier
- 1988: Іншої ночі / L'Autre Nuit
- 1990: Ласнер / Lacenaire — Ерміна
- 1994: Леон / Léon — епізод
- 1996: П'ятий елемент / Le Cinquième Élément — Діва Плавалагуна
- 2003: Висока напруга / Haute Tension — Алексія
- 2005: Сміливість кохати / Le Courage d'aime
- 2006: Вибачте мене / Pardonnez-moi — Віолетта
- 2009: Бал актрис / Le Bal des actrices — Майвінн
- 2011: Паліція / Polisse — Мелісса
- 2011: Піратське телебачення / Télé gaucho — Ясміна
- 2013: Любов — це ідеальний злочин / L'Amour est un crime parfait — Анна
- 2023: Жанна Дюбаррі / Jeanne du Barry — Мадам дю Баррі

Режисер
- 2006: Вибачте мене / Pardonnez-moi
- 2009: Бал актрис / Le Bal des actrices
- 2011: Паліція / Polisse
- 2015: Мій король / Mon roi
- 2020: ДНК / ADN
- 2023: Жанна Дюбаррі / Jeanne du Barry

## Визнання
| Нагороди та номінації Майвенн | Нагороди та номінації Майвенн | Нагороди та номінації Майвенн   | Нагороди та номінації Майвенн | Нагороди та номінації Майвенн | Нагороди та номінації Майвенн |
| Рік                           | Нагорода                      | Категорія                       | Фільм                         | Результат                     |                               |
| ----------------------------- | ----------------------------- | ------------------------------- | ----------------------------- | ----------------------------- | ----------------------------- |
| 2007                          | Премія «Сезар»                | Найкращий дебютний фільм        | Вибачте мене                  | Номінація                     |                               |
| 2007                          | Премія «Сезар»                | Найперспективніша акторка       | Вибачте мене                  | Перемога                      |                               |
| 2011                          | Каннський кінофестиваль       | Приз журі                       | Паліція                       | Перемога                      |                               |
| 2011                          | Каннський кінофестиваль       | Золота пальмова гілка           | Паліція                       | Номінація                     |                               |
| 2012                          | Премія «Сезар»                | Найкращий фільм                 | Паліція                       | Номінація                     |                               |
| 2012                          | Премія «Сезар»                | Найкращий оригінальний сценарій | Паліція                       | Номінація                     |                               |
| 2012                          | Премія «Сезар»                | Найкраща режисерська робота     | Паліція                       | Номінація                     |                               |
| 2012                          | Премія «Люм'єр»               | Найкращий режисер               | Паліція                       | Перемога                      |                               |
| 2012                          | Премія «Люм'єр»               | Найкращий сценарій              | Паліція                       | Номінація                     |                               |
| 2016                          | Премія «Люм'єр»               | Найкращий режисер               | Мій король                    | Номінація                     |                               |
| 2016                          | Премія «Сезар»                | Найкращий фільм                 | Мій король                    | Номінація                     |                               |
| 2016                          | Премія «Сезар»                | Найкращий режисер               | Мій король                    | Номінація                     |                               |